# Enigmonia
Enigmonia is een monotypisch geslacht van tweekleppigen uit de familie van de Anomiidae.

## Soort
- Enigmonia aenigmatica (Holten, 1802)